# Telurium

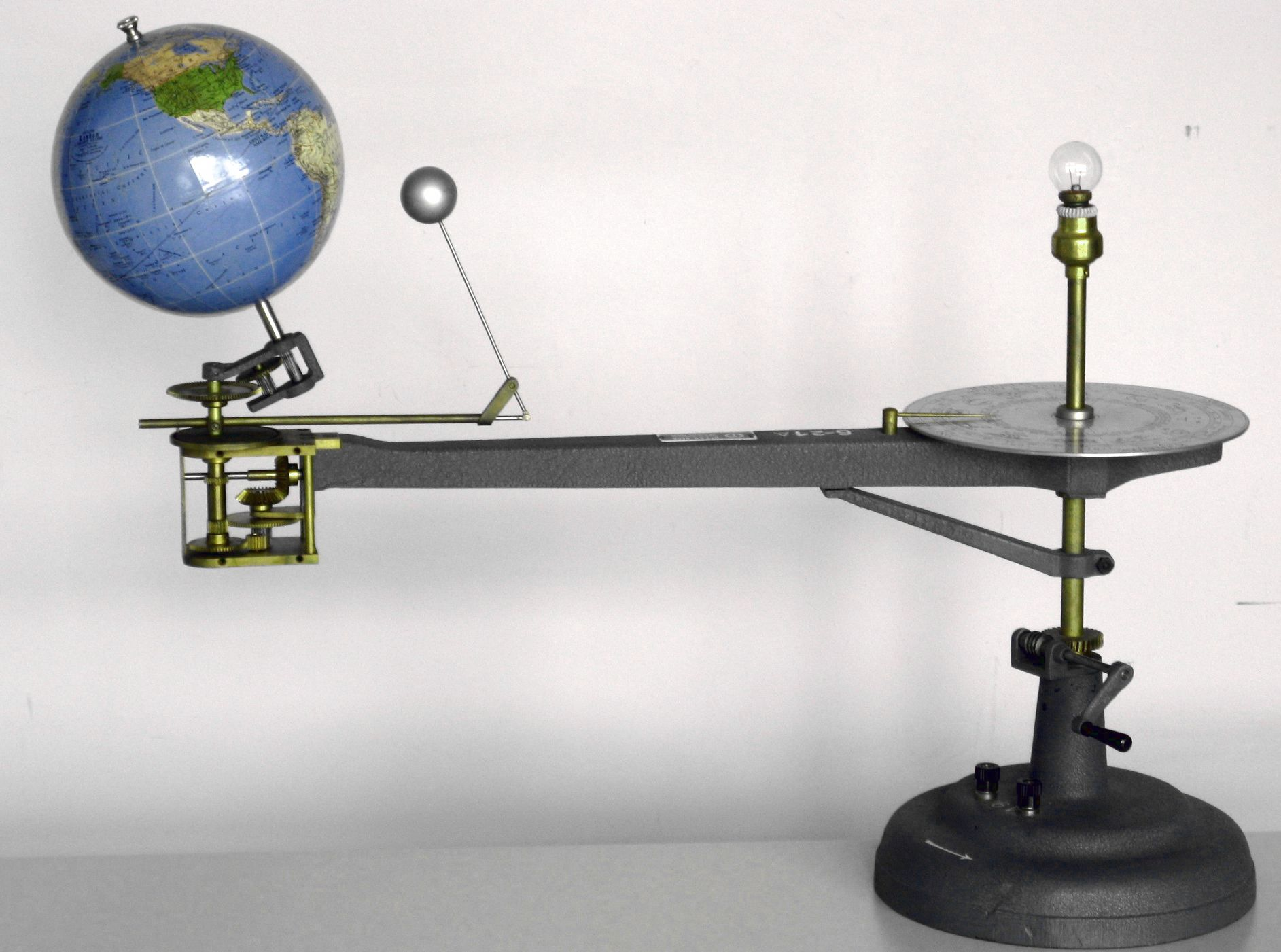
Telurium se žárovkou

Telurium (dříve tellurium) je rotační astronomický přístroj demonstrující pohyby Země a Měsíce kolem Slunce. Slunce je znázorněno světelným zdrojem, Země se otáčí kolem Slunce a Měsíc kolem Země. Světlo a stín ilustrují střídání dnů, nocí, ročních období, měsíčních fází, polárních dnů a nocí či různá zatmění; záleží na důmyslnosti konstruktéra mechanismu.
Přístroj rozšířený o další planety či znázorňující celou sluneční soustavu se nazýval planetárium. Model Země, kolem něhož obíhá Měsíc je lunárium. Kolem roku 1921 vyšla příručka k patentovanému přístroji sololunárium autora Jana Bora. Titul tohoto návodu k používání nese název: „Rozkladné sololunarium představující globus-tellurium-lunarium“.

## Historie

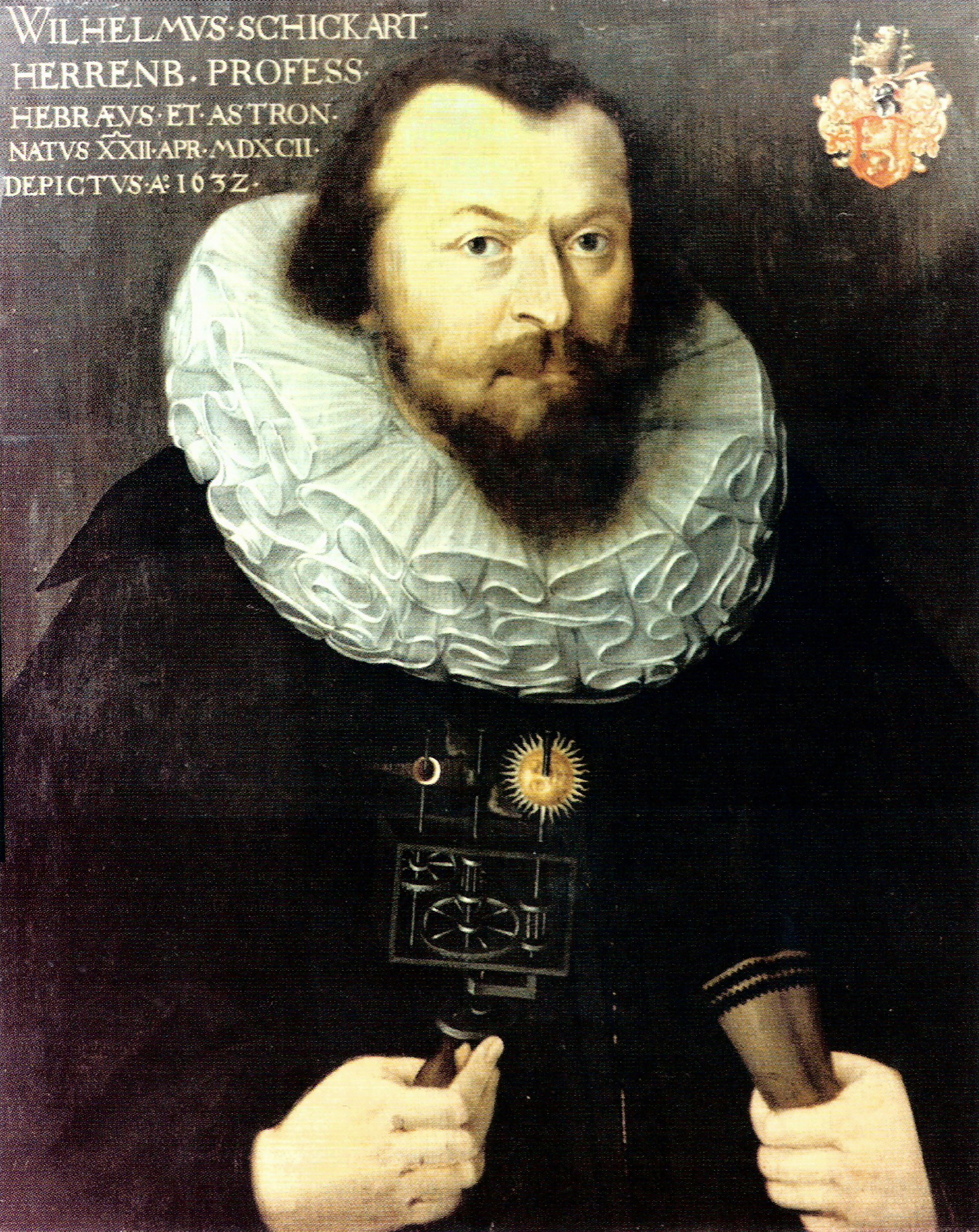
Wilhelm Schickard (1932)

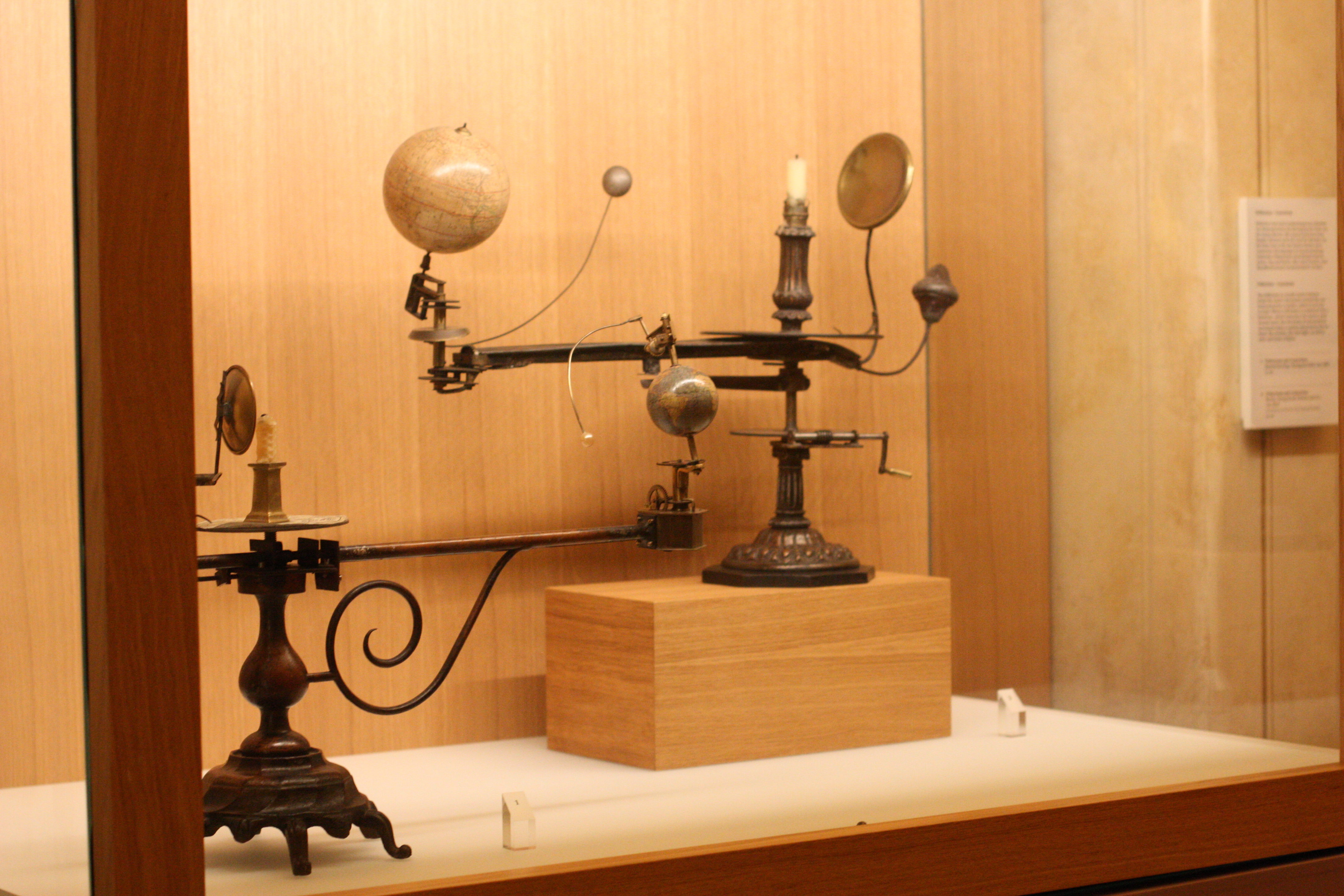
Telurium se svíčkou a zrcátkem

V roce 1632 třímal v ruce astronom Wilhelm Schickard na portrétu svoje vlastnoručně vyrobené telurium. Nejstarší dochovaná teluria jsou připisována tvůrci glóbů; jeho jméno je Willem Janszoon Blaeu.

### Továrna na výrobu glóbů a učebných pomůcek
V Rakousko-Uhersku existovala unikátní manufaktura Jan Felkl & syn, jež zprvu působila v Praze a po rozšíření výroby ji zakladatel Jan Felkl přestěhoval do Roztok u Prahy, kde působila téměř 100 let (1854–1952). V době konjunktury vyráběla továrnička převážně glóby a to v 8 velikostech, 10 provedeních a 17 světových jazycích. V její nabídce nechyběla teluria, sololunária, planetária a armilární sféry. Maximální průměr zeměkoule jejich teluria byl 32 cm; největší české telurium se nachází v Národním technickém muzeu s průměrem zeměkoule 22 cm. Produkty firmy Jan Felkl & syn byly exportovány po celé Evropě i do zámoří. Získaly ceny na mnoha světových výstavách například: Vídeň–1873, Melbourne–1880, Paříž–1889 i jinde. Příslušné c. k. ministerstvo doporučilo jejich výrobky do škol jako učební pomůcky. Telurium je učební pomůckou i v 21. století.

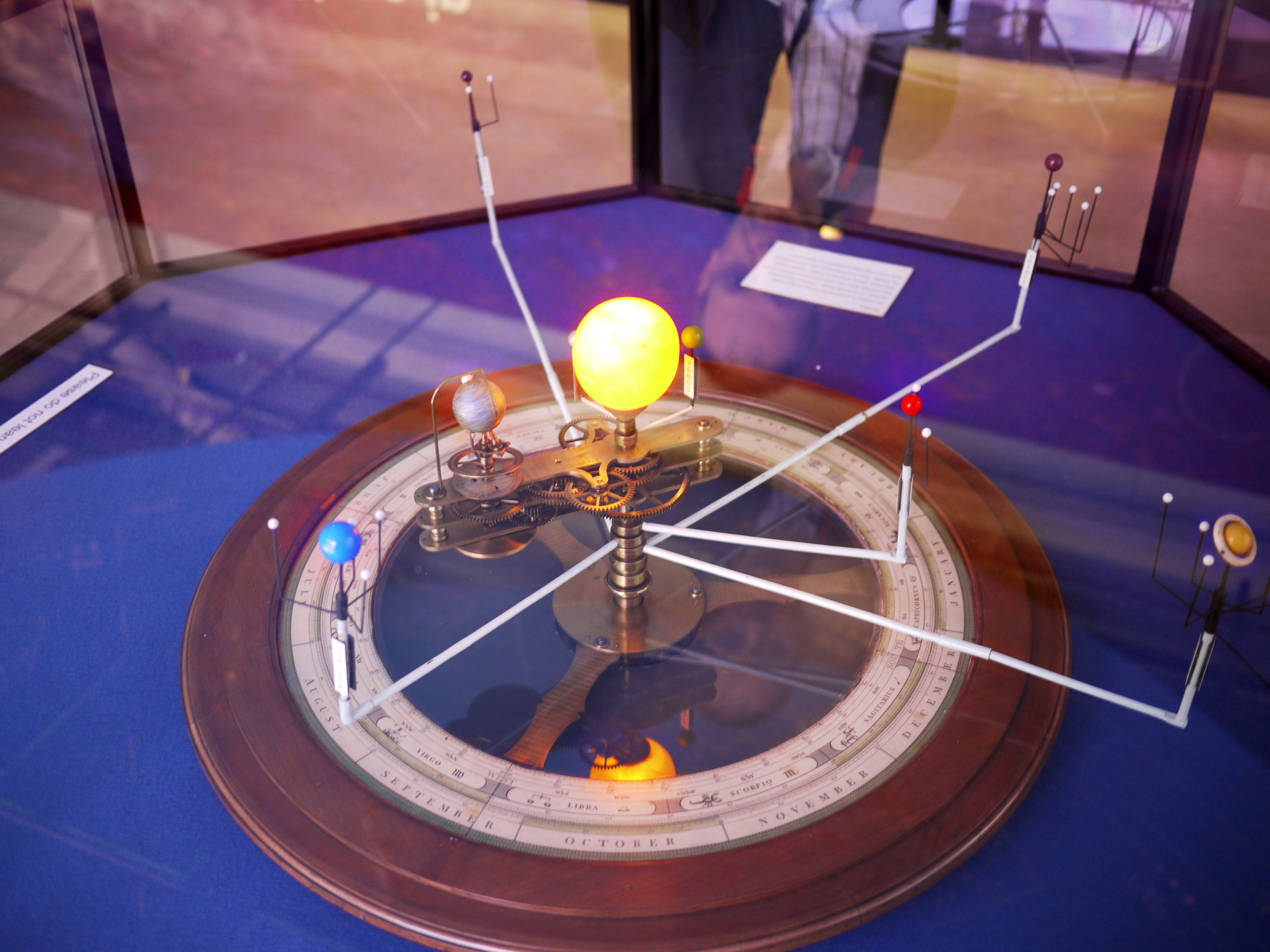
Planetárium v Observatoři Jodrell Bank, Cheshire

### Planetárium Praha
Dne 20. listopadu 1960 bylo při slavnostním otevření pražského Planetária zprovozněno ve foyer trojrozměrné telurium se zvěrokruhem. Přístroj byl vyroben ve východoněmeckém Lipsku závodem Bruno Donner. Při rekonstrukci budovy v letech 2023–2025 byl stále funkční přístroj odstraněn.

## 21. století

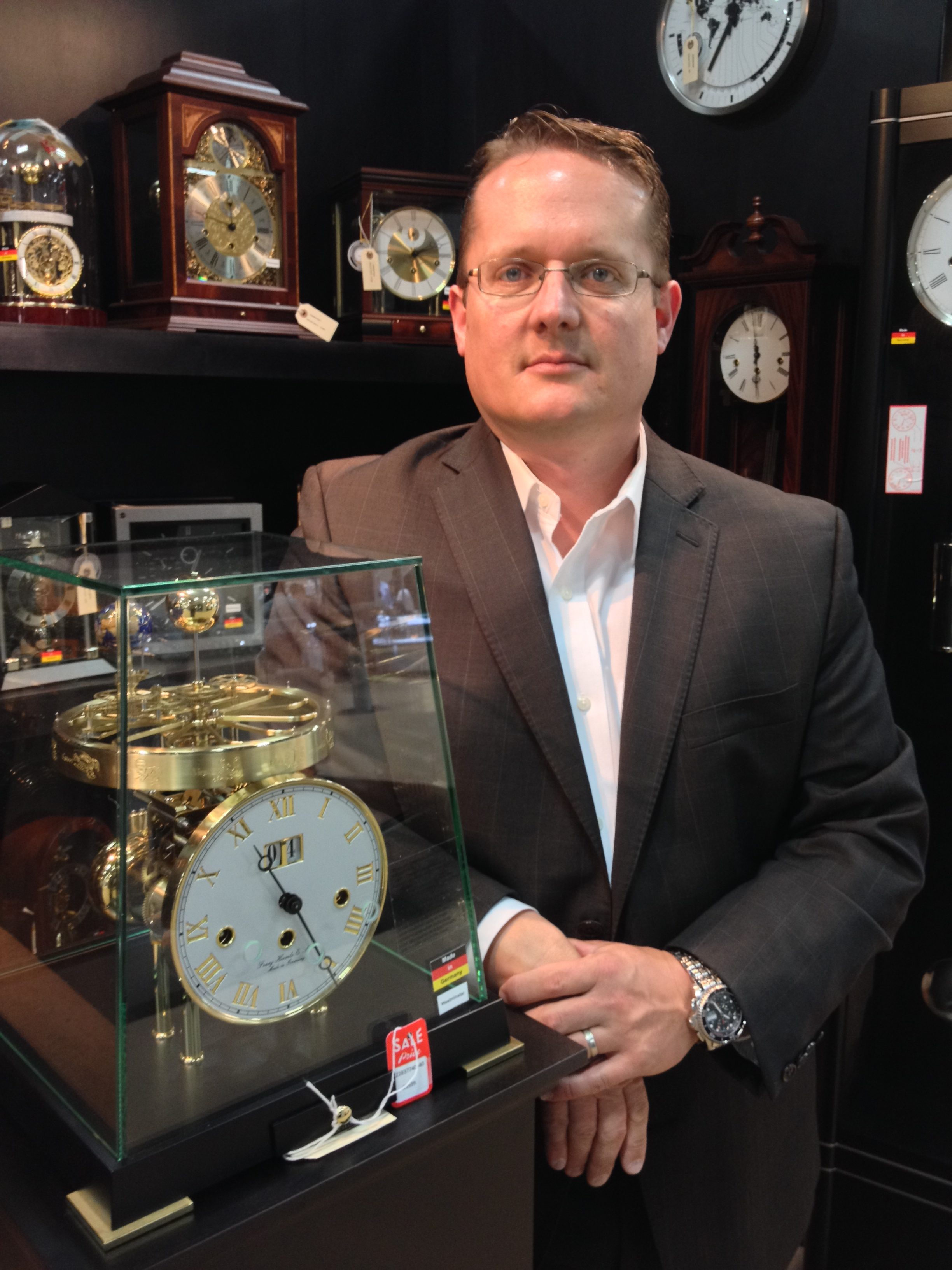
Ředitel americké pobočky u stolních hodin s teluriem

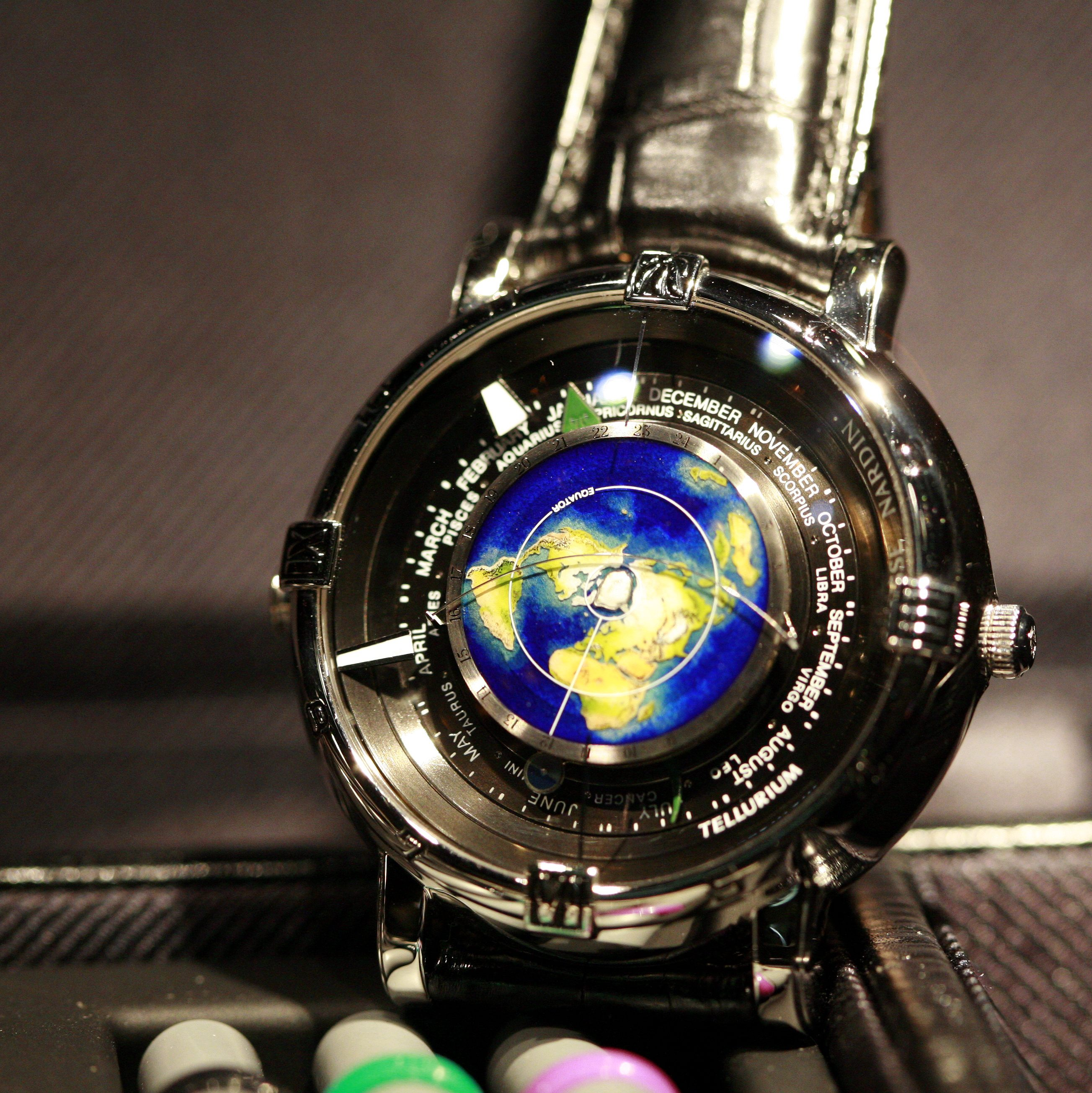
Náramkové „Tellurium Johannes Kepler“

- Americká pobočka německé společnosti Hermle (HUM Uhrenmanufaktur GmbH & Co. KG) vkládá teluria do kukačkových hodin či stolních hodin.[9] Německá firma Hermle vznikla v Gosheimu v roce 1922.[10]

- Švýcarský výrobce hodinek Ulysse Nardin vyrábí model s vloženým telurium.